# Peter Goossens

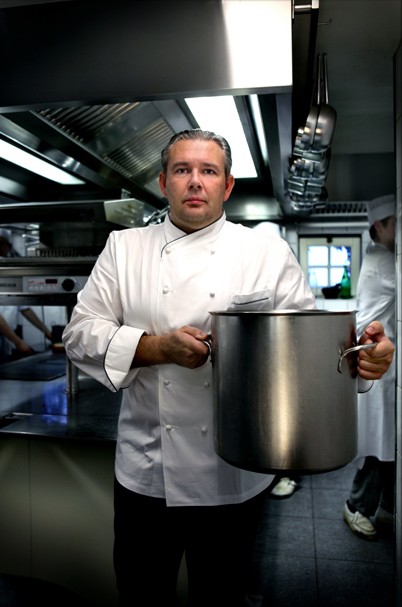
Peter Goossens (2015)

Peter Goossens (* 1964 in Zottegem) ist ein belgischer Koch, der ein Restaurant mit drei Michelinsternen leitet.

## Werdegang
Nach seiner Ausbildung an der Hotelschule Ter Duinen in Koksijde sammelte Goossens Erfahrungen in Paris, wo er vier Jahre lang in verschiedenen Restaurants arbeitete, so als Pâtissier bei Gaston Lenôtre. 1987 übernahm er ein Bistro. 
1992 eröffnete er sein Restaurant Hof van Cleve in Kruishoutem. 1998 wurde er mit zwei Michelinsternen, dann mit drei Sternen ausgezeichnet.
Von 2007 bis 2009 betrieb Goossens zudem eine Brasserie in den Königlichen Museen der Schönen Künste, wo typisch belgische Gerichte angeboten wurden. Goossens tritt auch regelmäßig als Fernsehkoch auf.

## Auszeichnungen
- 2010: Ritter im Leopold-Orden
- 2011: Ehrenbürger von Kruishoutem